# Mistrzostwa Azji w Rugby 7 Kobiet 2007
Mistrzostwa Azji w Rugby 7 Kobiet 2007 – ósme mistrzostwa Azji w rugby 7 kobiet, oficjalne międzynarodowe zawody rugby 7 o randze mistrzostw kontynentu organizowane przez ARFU mające na celu wyłonienie najlepszej żeńskiej reprezentacji narodowej w tej dyscyplinie sportu w Azji, które odbyły się w dniach 13–14 maja 2006 roku w Dosze.
Arabian Gulf Rugby Football Union otrzymał prawa do organizacji turnieju w marcu 2007 roku pokonując kandydatury z Tajlandii i Chin. Dla potrzeb turnieju organizatorzy zwiększyli pojemność trybun Doha Rugby Football Centre z 400 do 3000 miejsc.
Faworytkami mistrzostw były broniące tytułu Chinki oraz zwyciężczynie pozostałych edycji kontynentalnego czempionatu, reprezentantki Kazachstanu. W zawodach początkowo miało wziąć udział dziesięć reprezentacji rywalizujących systemem kołowym podzielone na dwie pięciozespołowe grupy o awans do fazy pucharowej. Nie przybyła jednak reprezentacja Iranu, wycofały się również Chinki – oficjalnie z powodów wizowych. Osiem pozostałych reprezentacji rywalizowało w pierwszej fazie systemem kołowym w ramach jednej grupy, po czym czołowa dwójka zmierzyła się w finale, kolejne pary zespołów walczyły zaś o pozostałe trofea. Jedynie finał składał się z dwóch dziesięciominutowych części, w pozostałych spotkaniach połowa meczu obejmowała zaś siedem minut.
Po pierwszym dniu prowadziły Kazachstan i Japonia, które spotkały się również w finale, a po roku przerwy mistrzyniami Azji zostały reprezentantki Kazachstanu.

## Faza grupowa
| 27 kwietnia 2007 | Zatoka Perska | 10:0 | Singapur | Doha Rugby Football Centre, Doha |
| 27 kwietnia 2007 |               | 10:0 |          | Doha Rugby Football Centre, Doha |

| 27 kwietnia 2007 | Kazachstan | 28:5 | Tajlandia | Doha Rugby Football Centre, Doha |
| 27 kwietnia 2007 |            | 28:5 |           | Doha Rugby Football Centre, Doha |

| 27 kwietnia 2007 | Hongkong | 7:22 | Japonia | Doha Rugby Football Centre, Doha |
| 27 kwietnia 2007 |          | 7:22 |         | Doha Rugby Football Centre, Doha |

| 27 kwietnia 2007 | Uzbekistan | 10:5 | Sri Lanka | Doha Rugby Football Centre, Doha |
| 27 kwietnia 2007 |            | 10:5 |           | Doha Rugby Football Centre, Doha |

| 27 kwietnia 2007 | Singapur | 5:22 | Tajlandia | Doha Rugby Football Centre, Doha |
| 27 kwietnia 2007 |          | 5:22 |           | Doha Rugby Football Centre, Doha |

| 27 kwietnia 2007 | Zatoka Perska | 5:19 | Japonia | Doha Rugby Football Centre, Doha |
| 27 kwietnia 2007 |               | 5:19 |         | Doha Rugby Football Centre, Doha |

| 27 kwietnia 2007 | Kazachstan | 27:0 | Uzbekistan | Doha Rugby Football Centre, Doha |
| 27 kwietnia 2007 |            | 27:0 |            | Doha Rugby Football Centre, Doha |

| 27 kwietnia 2007 | Hongkong | 41:0 | Sri Lanka | Doha Rugby Football Centre, Doha |
| 27 kwietnia 2007 |          | 41:0 |           | Doha Rugby Football Centre, Doha |

| 27 kwietnia 2007 | Tajlandia | 20:26 | Japonia | Doha Rugby Football Centre, Doha |
| 27 kwietnia 2007 |           | 20:26 |         | Doha Rugby Football Centre, Doha |

| 27 kwietnia 2007 | Singapur | 19:10 | Uzbekistan | Doha Rugby Football Centre, Doha |
| 27 kwietnia 2007 |          | 19:10 |            | Doha Rugby Football Centre, Doha |

| 27 kwietnia 2007 | Zatoka Perska | 10:0 | Hongkong | Doha Rugby Football Centre, Doha |
| 27 kwietnia 2007 |               | 10:0 |          | Doha Rugby Football Centre, Doha |

| 27 kwietnia 2007 | Kazachstan | 35:0 | Sri Lanka | Doha Rugby Football Centre, Doha |
| 27 kwietnia 2007 |            | 35:0 |           | Doha Rugby Football Centre, Doha |

| 27 kwietnia 2007 | Japonia | 17:5 | Uzbekistan | Doha Rugby Football Centre, Doha |
| 27 kwietnia 2007 |         | 17:5 |            | Doha Rugby Football Centre, Doha |

| 27 kwietnia 2007 | Tajlandia | 24:5 | Hongkong | Doha Rugby Football Centre, Doha |
| 27 kwietnia 2007 |           | 24:5 |          | Doha Rugby Football Centre, Doha |

| 27 kwietnia 2007 | Singapur | 0:34 | Kazachstan | Doha Rugby Football Centre, Doha |
| 27 kwietnia 2007 |          | 0:34 |            | Doha Rugby Football Centre, Doha |

| 27 kwietnia 2007 | Zatoka Perska | 17:5 | Sri Lanka | Doha Rugby Football Centre, Doha |
| 27 kwietnia 2007 |               | 17:5 |           | Doha Rugby Football Centre, Doha |

| 28 kwietnia 2007 | Uzbekistan | 5:26 | Hongkong | Doha Rugby Football Centre, Doha |
| 28 kwietnia 2007 |            | 5:26 |          | Doha Rugby Football Centre, Doha |

| 28 kwietnia 2007 | Japonia | 5:12 | Kazachstan | Doha Rugby Football Centre, Doha |
| 28 kwietnia 2007 |         | 5:12 |            | Doha Rugby Football Centre, Doha |

| 28 kwietnia 2007 | Tajlandia | 29:5 | Zatoka Perska | Doha Rugby Football Centre, Doha |
| 28 kwietnia 2007 |           | 29:5 |               | Doha Rugby Football Centre, Doha |

| 28 kwietnia 2007 | Singapur | 14:12 | Sri Lanka | Doha Rugby Football Centre, Doha |
| 28 kwietnia 2007 |          | 14:12 |           | Doha Rugby Football Centre, Doha |

| 28 kwietnia 2007 | Hongkong | 0:20 | Kazachstan | Doha Rugby Football Centre, Doha |
| 28 kwietnia 2007 |          | 0:20 |            | Doha Rugby Football Centre, Doha |

| 28 kwietnia 2007 | Uzbekistan | 0:5 | Zatoka Perska | Doha Rugby Football Centre, Doha |
| 28 kwietnia 2007 |            | 0:5 |               | Doha Rugby Football Centre, Doha |

| 28 kwietnia 2007 | Japonia | 45:0 | Singapur | Doha Rugby Football Centre, Doha |
| 28 kwietnia 2007 |         | 45:0 |          | Doha Rugby Football Centre, Doha |

| 28 kwietnia 2007 | Tajlandia | 40:0 | Sri Lanka | Doha Rugby Football Centre, Doha |
| 28 kwietnia 2007 |           | 40:0 |           | Doha Rugby Football Centre, Doha |

| 28 kwietnia 2007 | Kazachstan | 12:0 | Zatoka Perska | Doha Rugby Football Centre, Doha |
| 28 kwietnia 2007 |            | 12:0 |               | Doha Rugby Football Centre, Doha |

| 28 kwietnia 2007 | Hongkong | 12:17 | Singapur | Doha Rugby Football Centre, Doha |
| 28 kwietnia 2007 |          | 12:17 |          | Doha Rugby Football Centre, Doha |

| 28 kwietnia 2007 | Uzbekistan | 0:36 | Tajlandia | Doha Rugby Football Centre, Doha |
| 28 kwietnia 2007 |            | 0:36 |           | Doha Rugby Football Centre, Doha |

| 28 kwietnia 2007 | Japonia | 31:0 | Sri Lanka | Doha Rugby Football Centre, Doha |
| 28 kwietnia 2007 |         | 31:0 |           | Doha Rugby Football Centre, Doha |

## Faza pucharowa

### Shield
| 28 kwietnia 2007 | Uzbekistan | 19:5 | Sri Lanka | Doha Rugby Football Centre, Doha |
| 28 kwietnia 2007 |            | 19:5 |           | Doha Rugby Football Centre, Doha |

### Bowl
| 28 kwietnia 2007 | Singapur | 0:5 | Hongkong | Doha Rugby Football Centre, Doha |
| 28 kwietnia 2007 |          | 0:5 |          | Doha Rugby Football Centre, Doha |

### Plate
| 28 kwietnia 2007 | Tajlandia | 50:5 | Zatoka Perska | Doha Rugby Football Centre, Doha |
| 28 kwietnia 2007 |           | 50:5 |               | Doha Rugby Football Centre, Doha |

### Cup
| 28 kwietnia 2007 | Kazachstan | 25:0 | Japonia | Doha Rugby Football Centre, Doha |
| 28 kwietnia 2007 |            | 25:0 |         | Doha Rugby Football Centre, Doha |

## Klasyfikacja końcowa
| Miejsce | Reprezentacja |
| ------- | ------------- |
| 1       | Kazachstan    |
| 2       | Japonia       |
| 3       | Tajlandia     |
| 4       | Zatoka Perska |
| 5       | Hongkong      |
| 6       | Singapur      |
| 7       | Uzbekistan    |
| 8       | Sri Lanka     |